# Ondrej Glajza (cyclisme, 1966)
Pour les articles homonymes, voir Ondrej Glajza.
Ondrej Glajza (né le 22 mars 1966 à Poprad) est un coureur cycliste tchécoslovaque puis slovaque.
Spécialisé en cyclo-cross, il en a été champion du monde en catégorie juniors en 1984 et amateur en 1989, champion de Tchécoslovaquie en 1986 et 1988 et de Slovaquie en 1997.

## Palmarès
- 1983
  - 7e du championnat du monde de cyclo-cross juniors
- 1984
  -  Champion du monde de cyclo-cross juniors
  - Course de la Paix juniors
  - Brno-Velká Bíteš-Brno
- 1985
  - 6e étape du Tour du Loir-et-Cher
  - 3e du championnat de Tchécoslovaquie de cyclo-cross
- 1986
  -  Champion de Tchécoslovaquie de cyclo-cross
  - Vienne-Rabenstein-Gresten-Vienne
- 1988
  -  Champion de Tchécoslovaquie de cyclo-cross
- 1989
  -  Champion du monde de cyclo-cross amateurs
  - 2e du championnat de Tchécoslovaquie de cyclo-cross
- 1997
  -  Champion de Slovaquie de cyclo-cross